# Agalmyla brownii
Agalmyla brownii är en tvåhjärtbladig växtart som först beskrevs av Sijfert Hendrik Koorders, och fick sitt nu gällande namn av Olive Mary Hilliard och Brian Laurence Burtt. Agalmyla brownii ingår i släktet Agalmyla och familjen Gesneriaceae. Inga underarter finns listade i Catalogue of Life.